# Итиноэ (станция)

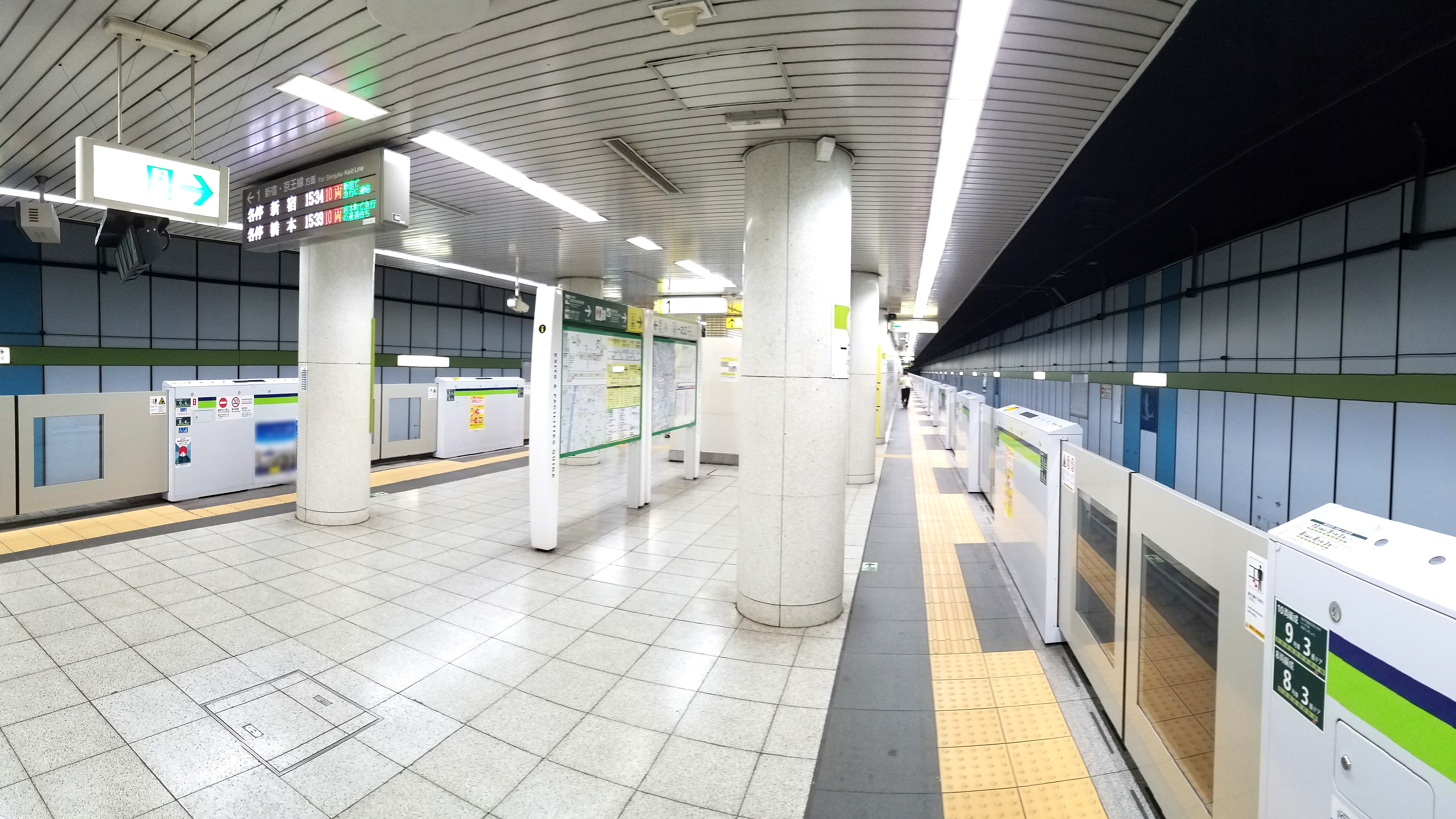
Платформа станции

Станция Итиноэ (яп. 一之江駅 итиноэ эки) — железнодорожная станция, расположенная в специальном районе Эдогава в Токио. Станция обозначена номером S-18. Станция была открыта 14 сентября 1986 года. На станции установлены автоматические платформенные ворота.

## Планировка станции
2 пути и одна платформа островного типа.
| 1 | ○ Линия Синдзюку | Бакуро-Ёкояма, Синдзюку, Сасадзука, Хасимото |
| 2 | ○ Линия Синдзюку | Мотоявата                                    |

## Окрестности станции
Станция расположена к юго-востоку от перекрёстка Токийского городских шоссе 50 (Имаи-Кайдо) и 318 (Каннана-Дори). Станция находится посреди жилого района. К востоку протекает река Син-Нака. В районе станции расположены:
- Tokyo Prefectural Kasai Commercial High School
- Edogawa Municipal Ichinoe Elementary School
- Edogawa Municipal Ichinoe No. 2 Elementary School
- Edogawa Municipal Ichinoe Junior High School
- Мост Мизуэ-Охаси
- Edogawa Municipal Mizue Elementary School

## Автобусы
Остановка: Иттёмэ-Экимаэ
- Остановка 1
  - Синко 22: до Син-Койва Экимаэ, Фунабори Экимаэ (Toei Bus)
- Остановка 2
  - Синко 22: до Касай Экимаэ (Toei)
  - Камэ 26: до Имаи (Toei)
- Остановка 3
  - Касай 22: до Касай Экимаэ через Каминари (Toei)
  - Синко 29-Оцу: до терминала Харуэмати (Toei)
- Остановка 4
  - Ko 72: до станции Койва, Edogawa Sports Land (Keisei Bus)
- Остановка 5
  - Камэ 26: до Камэйдо Экимаэ (Toei)
  - Синко 29-Оцу: до Хигаси-Син-Койва ён тёмэ (Toei)
  - Ko 76: до Касай Экимаэ (Keisei)
- Остановка 6
  - Ko 76: до станции Койва через Нанусиясики (Keisei)
- Остановка 7
  - Ринкай 28-Ко: до Касай-Ринкай-Коэн Экимаэ через Каннана и станцию Касай (Toei)
  - Ринкай 28-Оцу: до Ринкай-Сяко-маэ через Каннана и станцию Касай (Toei)
  - Касай 22: до Ринкай-Сяко (Toei)
  - Синко 29: до Касай Экимаэ (Toei)
  - Синко 30: до Tokyo Rinkai Hospital (Toei)
- Остановка 8
  - Ринкай 28-Ко, Ринкай 28-Оцу: до Итиноэбаси-Синидзумэ (Toei)
  - Синко 29-Ко, Синко-30: до Хигаси-Син-Койва ён тёмэ (Toei)
  - Кан 07: Экспресс до станции Койва (Keisei)
  - Кан 08: Экспресс до станции Камэари (Keisei)
- Остановка 9
  - Синко 20: до Хигаси-Син-Койва ён тёмэ (Toei, Keisei Town Bus)
- Остановка 10
  - до аэропорта Ханэда (Keisei, Airport Transport Service)
  - до аэропорта Нарита (Keisei)
  - Кан 07, Кан 08: Экспресс до Касай-Ринкай-Коэн Экимаэ, Tokyo Disney Resort (Keisei)

Остановка: Итиноэ-Эки-КаннанапIchinoe-Eki-Kannanaguchi
- Ко 76: до Касай Экимаэ и станции Койва (Keisei)

## Близлежащие станции
| «                           |                | Линия          |                | »              |
| Линия Синдзюку              | Линия Синдзюку | Линия Синдзюку | Линия Синдзюку | Линия Синдзюку |
| --------------------------- | -------------- | -------------- | -------------- | -------------- |
| Фунабори                    | Фунабори       | Local          | Мидзуэ         | Мидзуэ         |
| Express: не останавливается |                |                |                |                |